# 郭木蘭
Mulan Jameela（1979年8月23日—，暱稱Mulan Kwok、郭木蘭），出生於加魯特，是印尼著名獨唱女歌手，擁有華人血統。為大印尼運動黨黨員，現任印度尼西亞國會議員。

## 生平

### Ratu時期
她早期的職業生涯是在咖啡廳當註場歌手，並曾加入了幾個樂團當主唱。繼後她於2005年組成女子合唱團體Ratu正式踏上主流之路，並且簽下國際唱片公司SONY BMG。她的第一張專輯「Ratu與朋友」發出後不久迅速成為印尼2005年最受歡迎的專輯，在短時間內在印尼、馬來西亞、新加坡等合共錄得40萬認證雙白金的銷量。
第二年Ratu團體推出第二張專輯「No. Satu」，在推出後一星期在印尼巳錄得50萬銷量，並取奪取多項獎項。

### 個人發展
不過，Mulan Jameela於2007年退出Ratu團體，作個人發展，原因是她不滿於財務管理的透明度問題。獨立後，她簽約唱片公司EMI，2008年1月以獨立名義推出首張個人同名專輯「Mulan Jameela」，此專輯邀請了印尼搖滾樂團The Rock、歌手Ahmad Dhani等共同製作，以流行搖滾和印度傳統曲風為主，歌詞題材以愛情及女性主權、女性價值觀為主。其中兩首主打歌「Makhluk Tuhan Paling Sexy」（性感的上帝創造物）及「Wonder Woman」（女超人）取得非常可觀的成績，高據無數印尼電台、電視台流行音樂榜和手機鈴聲排行榜的前列，在推出後不久巳錄得10萬銷量。

## 專輯
Ratu
- 2005: Ratu & Friends
- 2006: No. Satu

個人專輯
- 2008: Mulan Jameela'

## 外部連結
- "Makhluk Tuhan Paling Seksi (性感的上帝創造物)中文字幕版本 （页面存档备份，存于）"
- 郭木蘭的X（前Twitter）